# Ácido tetratriacontanoico
Ácido tetratriacontanoico é o composto orgânico, o ácido graxo de fórmula C34H68O2 e massa molecular 508,90.